# Wenceslas Compaoré
Wenceslas Compaoré (* 8. November 1934 in Kombissiri; † 18. Juni 2023 in Ouagadougou) war ein burkinischer Geistlicher und römisch-katholischer Bischof von Manga.

## Leben
Wenceslas Compaoré empfing am 8. September 1962 die Priesterweihe.
Papst Johannes Paul II. ernannte ihn am 2. Januar 1997 zum ersten Bischof des mit gleichem Datum errichteten Bistums Manga. Der Kardinalpräfekt der Kongregation für die Evangelisierung der Völker, Jozef Tomko, spendete ihm am 18. Mai desselben Jahres im Marienheiligtum Yagma in Ouagadougou die Bischofsweihe; Mitkonsekratoren waren Jean-Marie Untaani Compaoré, Erzbischof von Ouagadougou, und Anselme Titianma Sanon, Bischof von Bobo-Dioulasso. Sein bischöflicher Wahlspruch war „Misericordia et pax“.
Am 28. Dezember 2010 nahm Papst Benedikt XVI. seinen altersbedingten Rücktritt an. Er starb am 18. Juni 2023 im Alter von 88 Jahren in der Poliklinik Notre-Dame de la Paix.